# Vlag van Poortugaal

Vlag van de gemeente Poortugaal
(1965-1985)

De vlag van Poortugaal is op 3 mei 1965 vastgesteld als de officiële gemeentelijke vlag van de Zuid-Hollandse gemeente Poortugaal. De vlag wordt als volgt beschreven:
In de broeking geel, in de vlucht rood; op de scheiding van broeking en vlucht een blauwe achtpuntige ster met een hoogte van de helft van de vlaghoogte, waarin een rood schild waarop, in kruisvorm, vijf gele schildjes zijn geplaatst.
De vlag is afgeleid van het gemeentewapen. De blauwe ster is ontleend aan de sterren op de schildjes, die zonder sterren op de vlag zijn weergegeven in het vereenvoudigde wapen. De indeling van de vlag doet sterk denken aan de Portugese vlag.
Op 1 januari 1985 is Poortugaal opgegaan in de fusiegemeente Albrandswaard. De vlag is daardoor als gemeentevlag komen te vervallen. In het wapen en de vlag van Albrandswaard zijn elementen van het wapen van Poortugaal overgenomen.

## Verwante afbeeldingen

Het Wapen van Poortugaal
De vlag van Albrandswaard
De vlag van Portugal

Alkemade 
· Ameide 
· Ammerstol 
· Arkel 
· Asperen 
· Benthuizen 
· Bergambacht 
· Bergschenhoek 
· Berkel en Rodenrijs 
· Bernisse 
· Binnenmaas 
· Bleiswijk 
· Bleskensgraaf en Hofwegen
· Bodegraven 
· Boskoop
· Brielle 
· Cromstrijen 
· De Lier 
· Delfshaven 
· Dirksland 
· Everdingen 
· Geervliet 
· Giessenburg 
· Giessenlanden
· Goedereede 
· Goudswaard 
· Graafstroom 
· 's-Gravendeel 
· 's-Gravenzande 
· Groot-Ammers
· Hagestein 
· Haastrecht 
· Hazerswoude 
· Heenvliet 
· Heerjansdam 
· Hei- en Boeicop
· Heinenoord
· Hellevoetsluis 
· Hillegersberg
· Jacobswoude
· Kamerik
· Korendijk
· Koudekerk aan den Rijn
· Krimpen aan de Lek
· Langerak
· Leerdam
· Leidschendam
· Leimuiden
· Lexmond
· Liemeer
· Liesveld
· Maasland
· Middelharnis
· Mijnsheerenland
· Moerhuizen
· Moerkapelle
· Molenwaard
· Monster
· Moordrecht
· Naaldwijk
· Nederlek
· Nieuw-Beijerland
· Nieuwerkerk aan den IJssel
· Nieuw-Lekkerland
· Nieuwpoort
· Nieuwveen
· Noordwijkerhout
· Nootdorp
· Numansdorp
· Oostflakkee
· Oostvoorne
· Oud-Alblas
· Oud-Beijerland 
· Oude-Tonge 
· Oudenhoorn 
· Ouderkerk 
· Ouderkerk aan den IJssel
· Overschie
· Piershil 
· Pijnacker 
· Poortugaal 
· Puttershoek 
· Reeuwijk 
· Rhoon 
· Rijnsaterwoude 
· Rijnsburg 
· Rijnwoude 
· Rockanje 
· Rozenburg 
· Sassenheim 
· Schelluinen 
· Schipluiden 
· Schoonhoven 
· Schoonrewoerd 
· Sommelsdijk 
· Spijkenisse 
· Streefkerk 
· Strijen 
· Ter Aar 
· Valkenburg 
· Vianen 
· Vierpolders 
· Vlist 
· Voorburg 
· Voorhout 
· Warmond 
· Wateringen 
· Westmaas 
· Westvoorne 
· Woerden 
· Woubrugge 
· Zederik 
· Zevenhoven 
· Zevenhuizen 
· Zevenhuizen-Moerkapelle 
· Zuid-Beijerland 
· Zuidland 
· Zwammerdam 
· Zwartewaal